# Construccions de pedra seca III (la Pobla de Cérvoles)
Construccions de pedra seca III és una obra de la Pobla de Cérvoles (Garrigues) inclosa a l'Inventari del Patrimoni Arquitectònic de Catalunya.

## Descripció
És una cabana de volta encarada cap a l'est, ha estat datada el 1914, se sap perquè l'any figura gravat a la llinda. Esta feta a base de perdres irregulars sense desbastar. La porta està centrada a la façana principal, la coberta està feta de volta de pedra. Al seu interior té un foc a terra, un armari i una menjadora pels animals així com un altell de canyís. La cabana està adossada a un marge on hi ha un cisterna que recull aigua.